# Liberté (Hymne)
Liberté ist seit der Unabhängigkeit 1958 die Nationalhymne von Guinea. Sie wurde von Fodéba Keïta auf der Basis der Hymne zu Ehren des Fulbe-Königs Alfa Yaya Diallo komponiert.

## Französischer Text
Peuple d’Afrique!

Le Passé historique!

Que chante l’hymne de la Guinée fière et jeune

Illustre epopée de nos frères

Morts au champ d’honneur en libérant l’Afrique!

Le peuple de Guinée prêchant l’unité

Appelle l’Afrique.

Liberté! C’est la voix d’un peuple

Qui appelle tous ses frères a se retrouver.

Liberté! C’est la voix d’un peuple

Qui appelle tous ses frères de la grande Afrique.

Bâtissons l’unité africaine dans l’indépendance retrouvée.

## Deutsche Übersetzung
Volk Afrikas!

Die historische Vergangenheit!

Man singe die Hymne des stolzen und jungen Guineas,

Die den Heldenepos unserer Brüder zeigt,

Gestorben auf den Feldern der Ehre bei der Befreiung Afrikas!

Das Volk Guineas predigt die Einheit,

ruft Afrika.

Freiheit! Das ist die Stimme eines Volkes,

Das alle seine Brüder aufruft, sich zusammenzufinden.

Freiheit! Das ist die Stimme eines Volkes,

Das alle seine Brüder aus dem großen Afrika ruft.

Lasst uns die afrikanische Einheit aus der wiedergefundenen Unabhängigkeit aufbauen.